# Budni Khurd, Mudhol
Budni Khurd là một làng thuộc tehsil Mudhol, huyện Bagalkot, bang Karnataka, Ấn Độ.